# Emiliano Mercado del Toro
 Emiliano Mercado del Toro, né le 21 août 1891 à Cabo Rojo, Porto Rico et décédé le 24 janvier 2007 à Isabela, Porto Rico, fut pendant un mois et demi le doyen de l'humanité (à partir du 11 décembre 2006). Il vécut 115 ans et 155 jours.

## Biographie
C'était un vétéran de la Première Guerre mondiale, bien qu'il ne soit pas un ancien combattant (il était dans un camp d'entraînement au moment de l'Armistice). Il ne se maria jamais et n'eut aucun enfant. Emiliano Mercado del Toro (21 août 1891 - 24 janvier 2007) a été pendant six semaines la personne la plus vieille du monde. Il a été également l'homme le plus vieux du monde du 19 novembre 2004 (mort de Fred Hale Sr.) jusqu'à sa propre mort à 115 ans. Le supercentenaire était aussi la dernière personne née en 1891 sur laquelle on ait des documents et le dernier à avoir porté le titre  de doyen de l'humanité, hommes et femmes confondus.
C'est le 11 décembre 2006, à la mort d'Elizabeth Bolden âgée de 116 ans, qu'il est officiellement devenu la plus vieille personne vivante dont l'âge soit prouvé par des documents. Il était la 36e personne à détenir ce titre depuis sa création. Peu d'hommes l'ont porté : avant lui ce sont 16 femmes qui l'ont détenu à la suite et, au moment de sa mort, il y avait 39 femmes sur les 40 premières qui le suivaient. Mercado avait quatre ans de plus que son successeur, le Japonais Tomoji Tanabe. L'actuel détenteur du titre est le compatriote de ce dernier, Jirōemon Kimura.
Emiliano Mercado est la personne la plus vieille ayant jamais vécu à Porto Rico et dont l'âge a été attesté par des documents. Le 21 mai 2006, il a atteint l'âge de 114 ans et de 272 jours, que n'a pu dépasser Ramona Trinidad Iglesias-Jordan qui lui a succédé.
À sa mort, à l'âge de 115 ans et 155 jours, Mercado était le deuxième homme à l'âge vérifié à la plus grande longévité, derrière l'américain d'origine danoise Christian Mortensen, la quinzième personne les deux sexes confondus. Il avait atteint cette place de deuxième le 31 mars 2006.
Il a été enterré au Cimetière Municipal de sa ville natale de Cabo Rojo, en présence du Conseil municipal, des autorités et de la vedette portoricaine Iris Chacón.